# National Rugby Championship 2017
El National Rugby Championship (Campeonato nacional de rugby) de 2017 fue la cuarta edición del principal torneo profesional de rugby australiano.
El equipo de Queensland Country se coronó campeón al vencer 42 a 28 al equipo de Canberra Vikings, obteniendo su primer título en la competencia.

## Sistema de disputa
El torneo se disputó en formato liga donde se enfrentarán todos contra todos, en un periodo de 9 semanas.
Luego de la fase regular, los cuatro primeros clasificados disputarán una semifinal buscando el paso a la final en la cual se enfrentarán los dos mejores equipos del torneo buscando el campeonato.

### Clasificación
| Pos. | Equipo              | Encuentros | Encuentros | Encuentros | Encuentros | Tantos | Tantos | Tantos | PB | PB | Puntos |
| Pos. | Equipo              | PJ         | PG         | PE         | PP         | F      | C      | Dif    | BO | BD | Puntos |
| ---- | ------------------- | ---------- | ---------- | ---------- | ---------- | ------ | ------ | ------ | -- | -- | ------ |
| 1    | Canberra Vikings    | 8          | 6          | 0          | 2          | 353    | 186    | +167   | 3  | 2  | 29     |
| 2    | Queensland Country  | 8          | 6          | 0          | 2          | 316    | 204    | +112   | 4  | 1  | 29     |
| 3    | Fijian Drua         | 8          | 4          | 0          | 4          | 261    | 245    | +16    | 4  | 2  | 22     |
| 4    | Perth Spirit        | 8          | 4          | 0          | 4          | 269    | 237    | +32    | 2  | 2  | 20     |
| 5    | NSW Country Eagles  | 8          | 4          | 1          | 3          | 219    | 217    | +2     | 1  | 1  | 20     |
| 6    | Brisbane City       | 8          | 4          | 1          | 3          | 281    | 291    | –10    | 2  | 0  | 20     |
| 7    | Greater Sydney Rams | 8          | 3          | 0          | 5          | 248    | 319    | –71    | 1  | 0  | 13     |
| 8    | Sydney Rays         | 8          | 3          | 0          | 5          | 238    | 322    | –84    | 1  | 0  | 13     |
| 9    | Melbourne Rising    | 8          | 1          | 0          | 7          | 193    | 357    | –164   | 0  | 0  | 4      |

|  | Semifinalistas. |

## Fase Final

### Semifinales
| 4 de noviembre | Canberra Vikings | 40 - 35 | Perth Spirit | Viking Park, Canberra |  |

| 5 de noviembre | Queensland Country | 57 - 21 | Fijian Drua | Sports Ground, Toowoomba |  |

### Final
| 11 de noviembre | Canberra Vikings | 28 - 42 | Queensland Country | Viking Park, Canberra |  |

| Bandera de Australia       |
| Campeón Queensland Country |
| Primer título              |